# Franz-Liszt-Akademie Berlin
Die Franz-Liszt-Academie (FLA) wurde 1900 von Martha Remmert gegründet und existierte bis etwa 1923. Die Gründerin leitete die FLA als deren Direktorin und war als Lehrerin tätig. Die FLA war die erste ihrer Art weltweit. Die in Berlin ansässige Akademie bot eine mehrstufige, breit angelegte Ausbildung in Musik sowie  eine Meisterklasse nach dem Vorbild des Unterrichts bei Franz Liszt. Auch das Fach Dirigieren wurde schon für Frauen angeboten. Es gab zwei Schulen, die früher gegründet wurden, aber erst später nach Franz Liszt benannt wurden: Die Hochschule für Musik in Weimar wurde bereits 1872 auf Betreiben von Franz Liszt gegründet, sie war aber ganz allgemein eine Orchesterschule, und trägt erst seit 1956 seinen Namen. Die Franz-Liszt-Musikakademie in Budapest wurde zwar 1875 von Liszt als allgemeine Königlich-Ungarische Musikakademie mitbegründet, erhielt aber erst 1925 seinen Namen. So war es die Franz-Liszt-Akademie von Martha Remmert in Berlin, die eine an Liszt orientierte Ausbildung anbot und die seinen Namen bereits 1900 trug.

## Geschichte

### Gründung
Martha Remmert war eine bekannte Schülerin von Franz Liszt und bekannte Konzertpianistin. Sie konnte bei der Gründung der Akademie die Erfahrungen aus 14 Studienjahren bei Liszt nutzen, wobei sie auch in langjährigem persönlichen Kontakt zu Liszt stand. Remmert hatte schon als Liszt-Schülerin in Weimar gelegentlich die Töchter des Großherzogs von Sachsen-Weimar-Eisenach, Elisabeth und Marie  sowie auch neue Schüler von Liszt im Klavierspiel unterrichtet. Jeden Sommer unterrichtete sie zudem die Kinder von Fürst Lichnowsky auf Schloss Grätz. Auch Louise von Hessen wurde bei Remmerts Aufenthalten in Kopenhagen und Wiesbaden unterrichtet. Unterrichtsstunden bot die Pianistin auch in den 1880er Jahren in London und 1921 in Den Haag für Fortgeschrittene im Geiste der Liszt-Schule an. Remmert war Mitglied im 1903 gegründeten Musikpädagogischen Verband und Beisitzerin in dessen Vorstand. Schon 1884 und 1885 schrieb die Neue Zeitschrift für Musik (NZfM), Remmert habe von mehreren Instituten in Berlin Lehrangebote vorliegen. Sie hatte schon 1893 einen ansehnlichen Schülerkreis.
Durch die enorme Beliebtheit des Klaviers in zahlreichen bürgerlichen Haushalten nahm der Bedarf an Klavierpädagogen zu. In Berlin gab es für die rund 1,5 Millionen Einwohner damals 28 Konservatorien, 18 Musikinstitute, 11 Musikschulen, 2 Musikakademien und 6 Musikanstalten, insgesamt sogar über 100 Musikschulen verschiedenster Art und 175 Klavierbaufabriken sowie zahlreiche Zulieferbetriebe. Im Branchenteil der Berliner Adressbücher werden 1907 über 850 Lehrer genannt. Auch Anna Essipoff, Vera Timanova, Mary Krebs und Sophie Menter betätigten sich als Klavierlehrerinnen. Remmert ging jedoch noch einen Schritt weiter und gründete eine eigene Franz-Liszt-Akademie, denn es gab trotz der zahlreichen Ausbildungsstätten für Musik nirgends eine methodisch speziell an Liszt orientierte.

### Die Franz-Liszt-Akademie in Berlin und Gotha
Der Sitz und das Büro der FLA war die jeweilige Wohnung von Martha Remmert. Von Mai 1902 bis März 1904 gab es auch in Gotha eine Niederlassung. Eine staatliche Konzessionierung der FLA in Berlin konnte Remmert 1904 nicht durchsetzen, da eine Gleichstellung mit Zeugnissen der Königlichen Hochschule für Musik ausgeschlossen werden sollte. Bei der Gründung tauschte sich Remmert intensiv mit ihrem Cousin, dem Reformpädagogen Berthold Otto aus.

### Das Ende der Franz-Liszt-Akademie
Das Ende der FLA in den 1920er Jahren hatte mehrere Gründe. Liszts Prestige als Komponist und Pianist war angesichts der Neigung des Publikums zu alter oder ganz neuer moderner Musik geschwunden und somit die Namensgebung für die Akademie nicht mehr von Vorteil. Die Tatsache, dass die Akademie nicht von einem Mann, sondern von einer Frau geleitet wurde, wurde in der damaligen Zeit noch eher als ein Nachteil gesehen. Auch der progressive Unterricht der FLA, Remmerts weitere Konzepte für das Seminar für Reformpädagogik und für eine freie Meisterschule konnten sich nicht allgemeiner Zustimmung sicher sein, denn die Reformen von Leo Kestenberg kamen erst nach 1921 zum Tragen. Schließlich hatte die FLA gegenüber der großen Konkurrenz des Stern’sche Konservatoriums, des Konservatoriums Klindworth-Scharwenka oder des Ochs’schen Konservatoriums einen schweren Stand.

## Grundsätze und Aufbau der Akademie
Martha Remmert hatte eine besondere Kultur des Klavierspiels, eine besondere Spieltechnik und Musikinterpretation, an ihre Schüler weiterzugeben. Ihre Erfahrungen als Lehrerin machte sich die Pianistin nun zunutze und reagierte auf den enormen Bedarf an Klavierunterricht und auf die vielen Veränderungen im Konzertwesen. Leitender Grundsatz der FLA war, dass Musiker die Aufgabe haben, nicht nur heranzubilden, sondern das Publikum mit Musik zu durchtränken, die Tonwelt dem Einzelnen zu erschließen und dadurch außer Künstlern und Lehrern auch Hörer zu erziehen und zu gewinnen.
Es gab vier Unterrichtsformate: Bereits in den Vorbereitungsklassen wurden die Fächer Musikgeschichte, Musiktheorie, Ensemble- und Primavistaspiel unterrichtet. Das Programm der Akademischen Ausbildungsklasse bot im weiteren Spezialkurse für Kammermusik, Komposition, Ästhetik, Akustik und Partiturspiel. Die Selecta für Pädagogen war auf eine breit gefächerte künstlerische Pädagogik ausgerichtet. Die kostenfreie Konzertklasse wurde nach dem Vorbild der seinerzeit von Liszt in Weimar geleiteten Meisterklasse geführt und sah Repertoirestudien für den Konzertgebrauch, Vortragsstudien in Liszt’scher Auffassung, praktische Einführung in die Öffentlichkeit vor.
Remmerts Konzept zielte neben anspruchsvollem Instrumentalunterricht (Klavier, Gesang und Streichinstrumente) insbesondere auf eine umfassende musikalische Ausbildung, die sie vor allem Frauen – so im Hinblick auf eine denkbare Dirigentinnenlaufbahn – ermöglichen wollte. Das war in dieser Form ganz neu.

## Prüfungskonzerte
17 Programmblätter der Vortragsabende und Konzerte der FLA haben die Zeit überdauert. Es wurden nicht nur Werke von Liszt, sondern von 60 verschiedenen Komponisten vorgetragen. Es ging in der FLA nicht vorrangig um die Heranführung an Liszts Kompositionen, sondern um die Vermittlung seiner und daher auch Remmerts speziellen Art des Klavierspielens und einer besonderen Auffassung und Interpretation verschiedener Kompositionen. In den öffentlichen Prüfungskonzerten präsentierte Remmert dem Publikum die Leistungen ihrer Schüler. Im Berliner Bechsteinsaal konzertierten Absolventen auch gemeinsam mit Lehrkräften. So kam es auch zur Uraufführung des Streichquartetts op. 25 des New Yorker Komponisten Edgar Stillman Kelley. Besonders häufig wurden Werke von Chopin, Beethoven, Mozart, J. S. Bach und Haydn vorgetragen. Die öffentlichen Veranstaltungen der FLA fanden meist im Berliner Bechsteinsaal, im Beethovensaal und in den Räumen der Akademie in der Tauentzienstraße statt, diejenigen in Gotha wurden im Hotel Zum Schützen abgehalten.

## Bekannte Schüler, Mitwirkende und Lehrer
1900 bis 1923 wurden in der FLA mehr als 420 Schüler ausgebildet. Dazu zählten unter anderem Marie Gerdes (1872–1964), Johanna van der Wissel (1867–1945), Käthe Heinemann, Milan Sokoloff, Dario Saavedra sowie um 1908 auch Gerta Ital.
Lehrer der FLA waren die Sänger Marie Altona, Nicolaus Lützhöft und Frau Lützhöft; die Pianisten Marie Gerdes, Elsa Grunert, Anny Kaegler und Hertha Wothe; der Cellist Ludwig Herckenrath (Kgl. Kammermusiker), der Bratschist Otto Klust (Kgl. Kammermusiker) sowie die Violinisten Kurt Lietzmann und Fritz Struss (Kgl. Kammervirtuose und Konzertmeister). Remmert hatte in Berlin zudem einen Kreis von Musikern, die sie bei Konzerten der FLA in Berlin und Gotha unterstützten, obwohl sie nicht Angestellte der FLA waren. Dazu zählten der Cellovirtuose Heinz Beier, die Pianistin Greta Bruhn, das Ehepaar Martha Gentz-Malte (Sängerin) und August Gentz (Violine), Felix Lederer-Prina (Sänger) und Paul Treff (Cellist).